# Experiment Filadèlfia

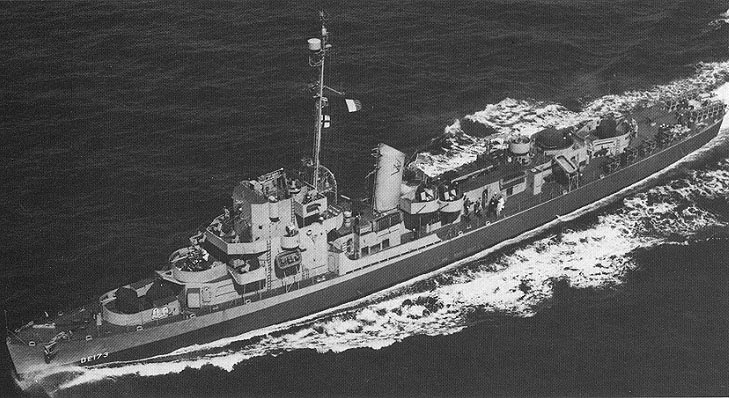
USS_Eldridge_(DE-173) vers el 1944

L'Experiment Filadèlfia (en anglès Philadelphia Experiment) és el nom amb què es coneix un suposat experiment secret dut a terme per la marina nord-americana a les drassanes navals de Filadèlfia, a l'estat de Pennsilvània, cap al 28 d'octubre del 1943.
Segons el relat d'un únic presumpte testimoni, amb aquest experiment es va aconseguir que durant un període indeterminat el vaixell USS Eldridge fos invisible als ulls humans i, fins i tot, que fos teleportat.
Generalment, es considera que aquesta història és una impostura, ja que la marina dels Estats Units manté que mai no s'ha fet un experiment d'aquesta mena, a banda que els detalls de la narració no concorden amb les dades de la història del vaixell, ni tenen cap fonament en les lleis conegudes de la física. Tot i així, el relat de l'experiment s'ha repetit en cercles de partidaris de les teories de la conspiració. L'experiment també ha estat citat amb el nom de Projecte Arc de Sant Martí (Rainbow Project).

## Versió principal
Al llarg del temps han circulat diverses versions sobre el suposat experiment; a continuació es relata la versió més contada:
A finals dels anys 30, el brillant enginyer elèctric Nikola Tesla, originari de Croàcia però resident als Estats Units des del 1884 i un dels més grans inventors del segle XX en les disciplines de l'electricitat i el magnetisme, va afirmar haver completat una teoria dinàmica de la gravetat que, bàsicament, explicava la gravetat com una barreja d'ones electromagnètiques, longitudinals i transversals. Aquests raonaments van calar profund en un grup de treball que experimentava amb els camps electromagnètics a la Universitat de Chicago, on s'estaven iniciant les investigacions sobre la possibilitat de la invisibilitat a través de l'ús de camps elèctrics i magnètics. Aquest projecte s'hauria traslladat el 1939 a l'Institut d'Estudis Avançats de la Universitat de Princeton.
En un moment de la investigació es va afirmar haver aconseguit la invisibilitat de petits objectes, de manera que es va presentar el projecte al govern dels Estats Units, moment en què els militars van intuir el potencial d'aquesta nova tecnologia i van decidir sufragar el curs de les investigacions per tal de direccionar-les en el sentit que els convenia: la seva aplicació a la indústria bèl·lica. Es va modificar un destructor d'escorta, l'USS Eldridge (DE-173), per transportar tones d'equipament electrònic, entre el qual s'hi van incloure dos generadors massius de 75 kW cadascun, muntats al lloc que hauria d'ocupar la torreta de canons de proa, i que distribuïen la seva potència a través de quatre bobines muntades a coberta. Tres transmissors RF de 2 megawatts cadascun, 3.000 tubs amplificadors 6L6 (empleats per canalitzar els camps de les bobines dels dos generadors) i circuits de sincronització i modulació. Tot plegat es volia utilitzar per generar camps electromagnètics massius que, correctament configurats, serien capaços de corbar les ones de llum i les electromagnètiques al voltant del vaixell, fent-los invisibles.
Les proves haurien començat l'estiu del 1943 i, fins a cert punt, van tenir èxit de forma inicial. Una prova feta el 22 de juliol del 1944 va tornar a l'USS Eldridge (DE-173) gairebé totalment invisible, amb alguns testimonis reportant una "boira verdosa" -però, alguns membres de la tripulació es van queixar posteriorment de nàusees-. En aquest moment, l'experiment va ser alterat a petició de la Marina, amb l'objectiu de fer el navili invisible únicament als radars.
Es va refer el calibrat de l'equip i l'experiment es va dur a terme el 28 d'octubre. Aquesta vegada, l'USS Eldridge no només es va tornar totalment invisible a la vista, sinó que va desaparèixer de l'àrea fent un llampec blau. Al mateix temps, a la base naval nord-americana de Norfolk (Virgínia), a 600 km de distància, un tripulant a les seves costes va declarar haver vist l'Eldridge durant 15 minuts, al final dels quals va desaparèixer, per tornar a aparèixer a Filadèlfia, a les seves coordenades originals; suposadament, un cas accidental de teleportació.
Segons el relat de Carlos Allende, els efectes fisiològics en la tripulació van ser profunds. Marejos molt violents, personal que va desaparèixer del tot, altres que simplement es van tornar bojos o patir esquizofrènia severa, tot i que el més terrorífic va ser la troballa de cinc membres de la tripulació fosos completament amb l'estructura de metall de la proa del vaixell i altres cinc van patir desmaterialitzacions d'alguna part del seu cos. Suposadament, els oficials navals, horroritzats, van cancel·lar l'experiment immediatament. Els supervivents van quedar afectats físicament o mentalment i mai van tornar a ser com abans, van decidir llar o van romandre en una mena d'amnèsia total.

## Publicació del relat
Els detalls d'aquest experiment van ser revelats indirectament.

### Carlos Miguel Allende
El 1955, K. Jessup, un astrònom amateur, abans investigador postuniversitari, publicà The Case for the UFO, un examen del fenomen OVNI (UFO en anglès) en el qual teoritzava sobre els mitjans de propulsió que podria fer servir un platet volador com els descrits en els descrits pels observadors d'OVNIs. Jessup va especular que l'antigravetat o l'electromagnetisme podrien ser responsables del comportament de vol observat en els OVNIs. Aquest autor lamentava, tant en el llibre, com en la gira promocional, que la investigació dels vols espacials es concentrés a l'àrea dels coets i que es posés poca atenció a altres mitjans teòrics de vol, que ell considerava rendirien més fruits al final.
El 13 de gener del 1956, Jessup va rebre una carta d'un home que s'identificava com Carlos Miguel Allende. En ella, informava a Jessup de l'Experiment Filadèlfia, al·ludint a articles periodístics de l'època, amb fama de ser fonts dubtoses, com a demostració de l'experiment. Allende també deia haver estat testimoni de la desaparició i reaparició de l'Eldridge mentre treballava a un vaixell mercant que es trobava a prop, el SS Andrew Furuseth. Fins i tot, va esmentar els noms d'altres tripulants de l'Andrew Furuseth i deia saber de la destinació d'alguns membres de la tripulació de l'Eldridge després de l'experiment, incloent un que deia haver vist «desaparèixer» durant una baralla a un bar. Jessup va respondre Allende amb una postal, demanant més proves que confirmessin la història, com ara dates i detalls específics d'aquesta. La resposta va arribar diversos mesos més tard, però aquesta vegada l'home s'identificava com "Carl M. Allen". Allen va dir que no podia proveir els detalls demanats per Jessup, però insinuava que podrien ser obtinguts a través de la hipnosi. Jessup va decidir tallar la correspondència.

### La ONR i les notes de Varo
La primavera del 1957, l'Oficina d'Investigació Naval (Office of Naval Research, ONR), de Washington DC, va contactar amb Jessup demanant-li que estudiés el contingut d'un paquet que havien rebut. En arribar, Jessup es va quedar perplex trobant que algú havia enviat una còpia del seu llibre a l'ONR dins d'un sobre amb la llegenda "HAPPY EASTER" (bones Pasqües). A més a més, el llibre tenia nombroses anotacions als marges i l'oficina de l'ONR li va preguntar a Jessup si tenia idea de qui ho havia pogut fer.
Les llargues anotacions estaven escrites en tres colors diferents i semblaven detallar la correspondència entre tres individus, dels quals només un tenia nom: "JEMI". L'ONR va etiquetar als altres dos com el senyor A («Mr A») i el senyor B («Mr B»). A les notes es feia referència a «les altres persones», com si al nostre planeta estiguessin vivint dos tipus diferents de «persones» procedent d'altres planetes. En aquests escrits l'ús de les majúscules i la puntuació no seguia les normes convencionals i detallava llargament els mèrits de diverses suposicions que Jessup feia al llibre, amb referències indirectes a l'Experiment Filadèlfia, d'una forma que suggeria coneixements previs o superiors (per exemple, «Mr B» comenta sobre una teoria de Jessup que «No sap, no pot saber. només endevina»).
Basat en l'estil de l'escriptura, el tema i comparant-ho amb les cartes que havia rebut prèviament, Jessup va identificar a «Mr A» amb Carlos Allende/Carl Allen. Altres han suggerit que totes les anotacions les va fer la mateixa persona, usant tres bolígrafs diferents.
L'ONR contactà després amb Jessup, dient-li que l'adreça de la carta d'Allende era una casa de camp abandonada. També van informar a Jessup que la corporació Varo, una firma d'investigació, estava preparant una impressió de The Case for the UFO amb les dues cartes i les notes. Pel que sembla, es van imprimir al voltant de 100 còpies, incloent-ne tres enviades a Jessup.
Jessup va tractar de treure profit del tema, però el següent llibre que va fer es va vendre malament i el seu editor va rebutjar publicar-li més escrits. El 1958 el va deixar la dona i,quan va viatjar a Nova York, els seus amics van descriure el seu estat emocional com a inestable. Després de tornar a Florida va estar implicat en un accident automobilístic sever i va trigar a recuperar-se, fet que va augmentar el seu desànim. Morris Jessup es va suïcidar el 1959, enverinat amb els gasos d'escapament del seu vehicle.

## La misteriosa mort de Jessup
La mort de Jessup ha estat tema de moltes especulacions. Alguns amics seus van dir que Jessup no era el tipus de persona que se suïcida. Altres van suggerir que va ser assassinat perquè es va negar a abandonar les investigacions sobre l'enigma dels OVNIS. També es va dir que alguna cosa van tenir a veure uns homes vestits de negre. Malgrat els dubtes expressats per alguns, altres amics van dir que Jessup estava deprimit a causa de problemes personals i que havia anunciat el seu suïcidi a un íntim amic seu.

## Biografia de Carl Allen
Carlos Allende va ser un enigma vivent. El veritable nom era Carl Meredith Allen, un home que havia canviat diverses vegades de nom i domicili. Va néixer a Springdale (Pennsilvània) al maig de 1925 i se li suposen almenys cinc pseudònims. Era el menor de tres fills, de pare irlandès i mare gitana. Es va allistar a la Marina dels Estats Units el 14 de juliol del 1942, i es va llicenciar el 21 de maig del 1943. El juliol de 1943 va entrar en la marina mercant, però va deixar aquesta ocupació l'octubre del 1952 i des de llavors va ser una mena de rodamón. Es diu que va visitar la corporació Varo per invitació del seu president i que va estar en contacte amb el doctor Edward O. Condon durant la investigació sobre OVNIs que va realitzar a la Universitat de Colorado. Allen va reconèixer ser l'autor de les cartes de Jessup i de les anotacions que hi havia en el llibre enviat a l'ONR. Se suposa que va negar que es tractés d'una simple broma. Va morir en un asil de Colorado el 5 de març del 1994.

### Les cartes de Carl Allen
La història de l'Experiment Filadèlfia es basa, sobretot, en la informació continguda en dues cartes enviades el 1956 per Carlos Allen (Carl Allen) a Morris Jessup. En la traducció no s'han mantingut les faltes d'ortografia de l'original, però s'ha intentat preservar el sorprenent "to" d'Allen.
Primera carta
Benvolgut doctor Jessup:
La seva invocació al públic perquè es mogui en massa sobre els seus representants i hagi així suficient pressió col·locada en un correcte i suficient nombre de llocs on es pugui aprovar una llei perquè la Teoria del camp unificat del doctor Albert Einstein (1925-1927) sigui posada en pràctica no és gens necessària. 
Es van usar els "resultats" del meu amic Dr Franklin Reno ... Els resultats van ser i són avui prova que la teoria del camp unificat fins a cert punt és correcta ... El "resultat" va ser la completa invisibilitat d'un vaixell, tipus destructor, i tota la seva tripulació. Estava navegant. (Oct. 1943). El Camp va ser efectiu en una forma esferoïdal oblata que s'estenia 100 iardes (més o menys, a causa de la posició lunar i latitud) fora de cada costat del vaixell. Qualsevol persona dins d'aquesta esfera es tornava de forma vaga però ell també va observar a aquestes persones a bord d'aquest vaixell com si elles també estiguessin en el mateix estat i en canvi estiguessin caminant sobre res. Qualsevol persona fora d'aquesta esfera no podia veure res, excepte la forma clarament definida del casc del vaixell a l'aigua ...
Queden molt pocs de la tripulació experimental original ara, senyor. La majoria va embogir, va sortir a través de la paret del seu allotjament a la vista de la seva dona i fill i altres 2 membres de la tripulació (no va tornar a ser vistos), dos "es van anar al Foc" és a dir, es van immobilitzar i es van incendiar mentre portaven unes brúixoles comuns ... (Van cremar 18 dies) ... L'experiment va ser un èxit complet. Els homes van ser fracassos complets.
Reviseu diaris de Filadèlfia buscant un paragrafet (part superior del full, interior del diari prop del terç final del diari, 1944-46 a la primavera o tardor o hivern, no a l'estiu) d'una notícia descrivint les accions dels mariners després de seu viatge inicial. Van assaltar un local a la drassana de la Marina "Gin Mill" o "Beer Joint" i van causar tanta commoció i paràlisi de les cambreres que poc de comprensible se'ls va poder treure, que el paràgraf i el que ho va escriure no ho creu, i diu "Només vaig escriure el que vaig sentir i aquestes dones estan boges ...".
Li demano que faci aquesta mica de recerca només perquè s'empassi la llengua quan recordi el que "va demanar que es faci llei".
Molt irrespectuosament seu, Carl M. Allen
P.S. Ajudaré més si vostè veu que puc. (Z416175)
Segona carta (Dies després)
Notes d'addició i pertanyents a la missiva:
Vull dir que d'alguna manera també el Vaixell Experimental va desaparèixer del moll de Filadèlfia i molt pocs minuts després va aparèixer en un altre moll a Norfolk, Newport News, a la zona de Portsmouth. Aquest va ser assenyalat i clarament identificat com a el lloc però llavors el vaixell, de nou va desaparèixer i va tornar al seu moll de Filadèlfia en només uns pocs minuts o menys. Això també va ser notat en els diaris. Però he oblidat en quin diari ho vaig llegir o quan va passar. Probablement al final dels experiments. Podria haver estat el 1956, després que acabessin els experiments, no ho puc dir amb seguretat. 
Molt sincerament,
Carl M. Allen 
Benvolgut senyor Jessup:
Em demana el que és equivalent a proves positives d'alguna cosa que només la duplicació dels dispositius que van produir "aquest fenomen" podrien donar-li ... Mai podré satisfer aquesta actitud ... Puc ser d'alguna ajuda positiva per a vostè en mi mateix però per fer-ho requeriria un Hipnotitzador, Pentotal Sòdic, un gravador i una excel·lent dactilògrafa per produir material de valor per a vostè ...
Sóc un contemplador de les estrelles Sr Jessup. No ho dissimulo i el fet que ... estic segur que l'home anirà on ara somia estar ... cap a les estrelles via la forma de transport amb què va ensopegar accidentalment la Marina (per consternació seva) quan el seu vaixell exp. es va enlairar i va aparèixer un minut després més o menys a diversos centenars de milles marines de distàncies ... Potser la Marina ja hagi fet servir aquest accident de transport per construir els seus OVNIS. Això és un avenç des de tots els punts de vista. A vostè què li sembla?
Molt respectuosament, Carl Allen.

## Curiositats
- Al vaixell l'envoltava una boira verda, i això és el que succeeix en la majoria dels casos reportats al Triangle de les Bermudes.
- Els tripulants van viatjar a l'octubre del 1943 en els 15 minuts que va durar la invisibilitat des del moll de Filadèlfia a un altre moll a Norfolk, Newport News, a la zona de Portsmouth.
- Segons la llegenda, s'afirma que es va produir una baralla a un bar on els tripulants supervivents van començar a materialitzar-se i desmaterialitzar-se.

## Crítica
Respecte d'aquest experiment hem de tenir en compte diversos elements. D'una banda, és una història suggerida per una única persona mitjançant unes breus línies en dues cartes. Així es va engegar tot el misteri. A això hem d'afegir que la història inclou moltíssims participants (tota la tripulació i tot possible testimoni present al moll) i a un objecte de grans dimensions (un destructor d'escorta de 1200 tones).
D'altra banda, l'estil d'escriptura evidencia una falta total de coherència en el discurs i de raonament lògic. És molt semblant al discurs típic d'un psicòtic en ple deliri, se'n poden trobar exemples d'aquest tipus discurs en moltes institucions mentals. Cal tenir en compte, com a petit detall, que quan se li sol·liciten proves no pensa en testimonis materials sinó que pensa en el mateix artefacte (dispositiu) de desaparició, artefacte que per descomptat no pot aconseguir, i a canvi s'ofereix a si mateix com a prova, mitjançant la hipnosi i drogues per detectar mentides. El problema és prendre com a veritable o possible el relat d'un únic subjecte i intentar trobar l'explicació a aquest relat. Així neix el deliri i també les teories conspiratives, com a explicació compulsiva d'alguna cosa incompresa. Cal esmentar que és un discurs típicament paranoide en què tots estan en conxorxa per amagar el secret o tots han estat víctimes de rentada de cervell, això vol dir que no hi ha forma de demostrar la falsedat del que s'ha dit, ja que "tot ha estat perfectament encobert". Fins i tot, tripulants d'aquesta nau han negat tenir coneixement d'aquests successos, per exemple: William Van Allen, Capità del Eldridge entre 1943 i 1945, o bé Ed Tempany, tripulant del mateix vaixell. D'altra banda, s'afirma que els oficials navals horroritzats en veure els resultats van cancel·lar l'experiment immediatament, però això és difícil de creure, si tenim en compte que els científics militars no solen tenir "problemes d'horror" davant els seus experiments, i que l'energia i armament nuclear és un exemple evident de com poden crear artefactes destructius i perjudicials sense tenir conflictes morals. Finalment, el mateix Carl Allen l'estiu del 1969 es va presentar a la Caserna General de l'Oficina d'Investigació Naval i va confessar que tot allò era una "broma de mal gust", que eren les "mentides més delirants que havia escrit mai". Alguns anys després Allen es va retractar de la seva confessió i va tornar a insistir en la veracitat de la seva història.
Per altra banda, el 1979, el lingüista Charles Berlitz i l'ufòleg William L. Moore van publicar un llibre titulat The Philadelphia Experiment: Project Invisibility. Segons Moore, Albert Einstein va fer una teoria completa sobre la invisibilitat però la va destruir abans de morir. Aquest fet no compta amb el suport dels historiadors que han escrit sobre aquest científic ni ha sigut corroborat per altres científics amb els qui es relacionava Einstein. Moore basa la seva afirmació en una carta de Carl Allen adreçada a Jessup, en la qual Allen fa referència a una conversa entre Einstein i Bertrand Russell en la qual donaven per fet que la teoria s'havia resolt en la pràctica, però que la humanitat encara no estava preparada per fer-ne ús.

## Filmografia
- Stewart Raffill, "The Philadelphia Experiment" (1984), Productor: John Carpenter
- Stephen Cornwell, "L'experiment Filadèlfia 2" (1993)